# Poivron grillé
Le poivron grillé est une spécialité culinaire traditionnelle de la cuisine du bassin méditerranéen, entre autres des cuisines niçoise, provençale, méditerranéenne, occitane et du régime méditerranéen.

## Préparation
Les poivrons (ou autres légumes du bassin méditerranéen, tels que tomates, courgettes, aubergines, fenouil, artichauts, oignons, etc.) peuvent être grillés ou rôtis à la cocotte, poêle, four, barbecue, ou plancha…
Une fois cuits, ils sont pelés (ou non), découpés en grosses lanières puis déposés dans une marinade d'huile d'olive aromatisée, par exemple, aux olives, graines de fenouil, ail, basilic, thym, romarin, herbes de Provence, laurier sauce, persil…
Variante provençale des légumes séchés, ou légumes confits et marinés (tomate séchée…), de la  ratatouille, du tian provençal et des farcis, ils peuvent être conservés en bocaux et consommés en accompagnement de viande, poisson, barbecue, mais également en apéritif, salade, assiette de dégustation avec fromage et charcuterie, tapas de la cuisine espagnole, bruschetta et antipasti de la cuisine italienne, pâtes, lasagnes, tajine, pizza, tartine de pain grillé, sandwich, hamburger…

## Galerie

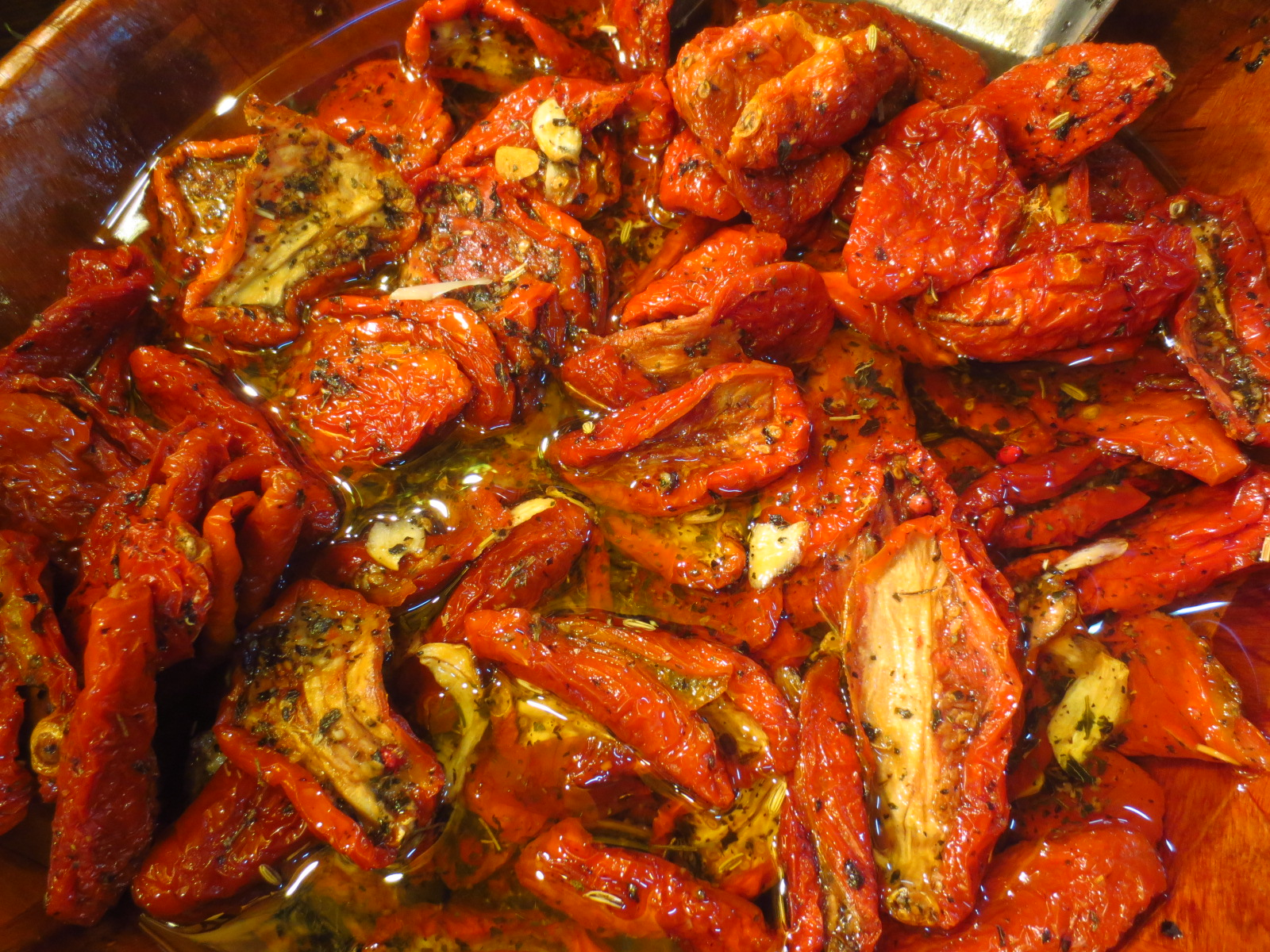
Tomate séchée confite (variante).
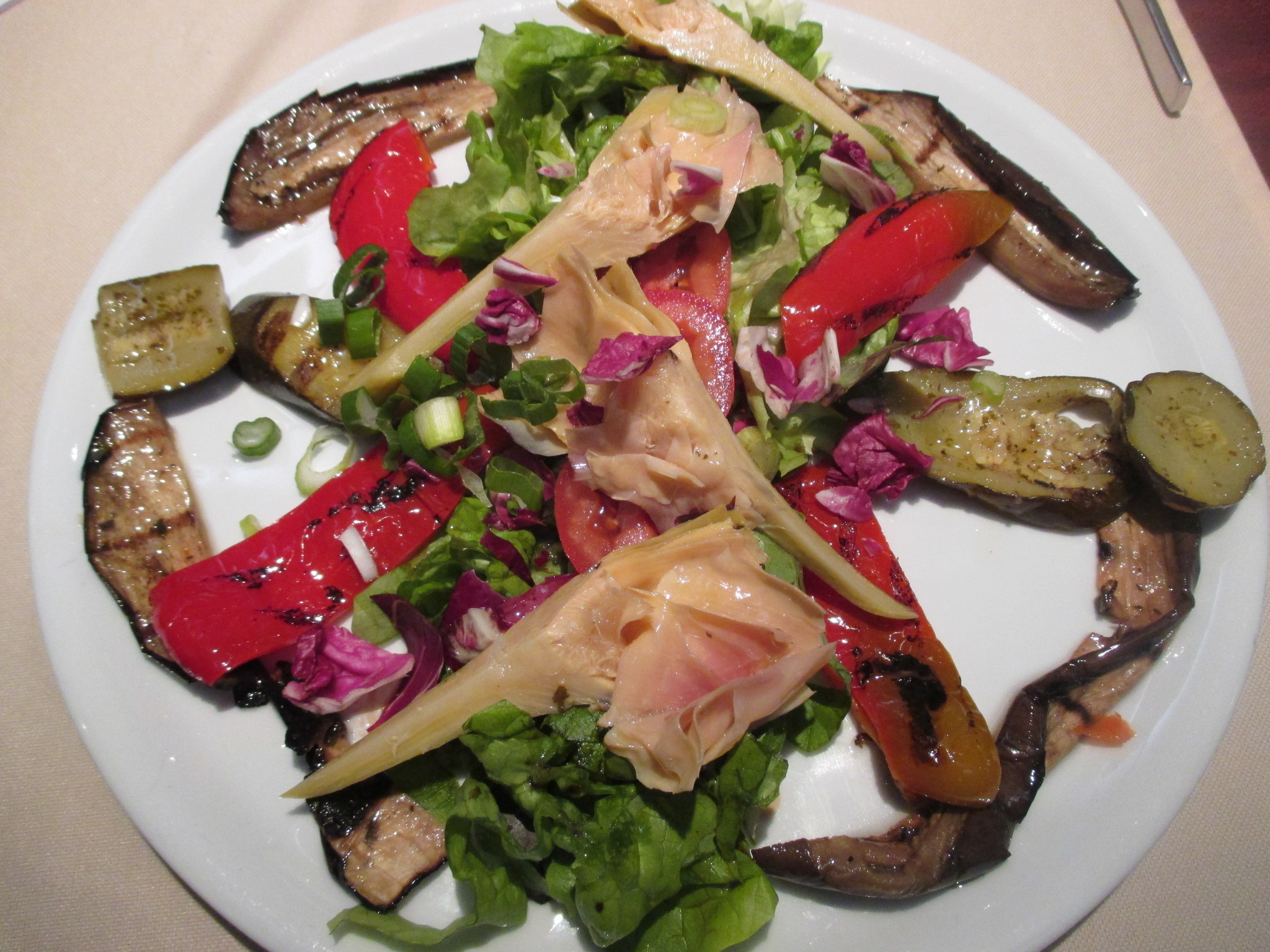
Antipasti de la cuisine italienne.
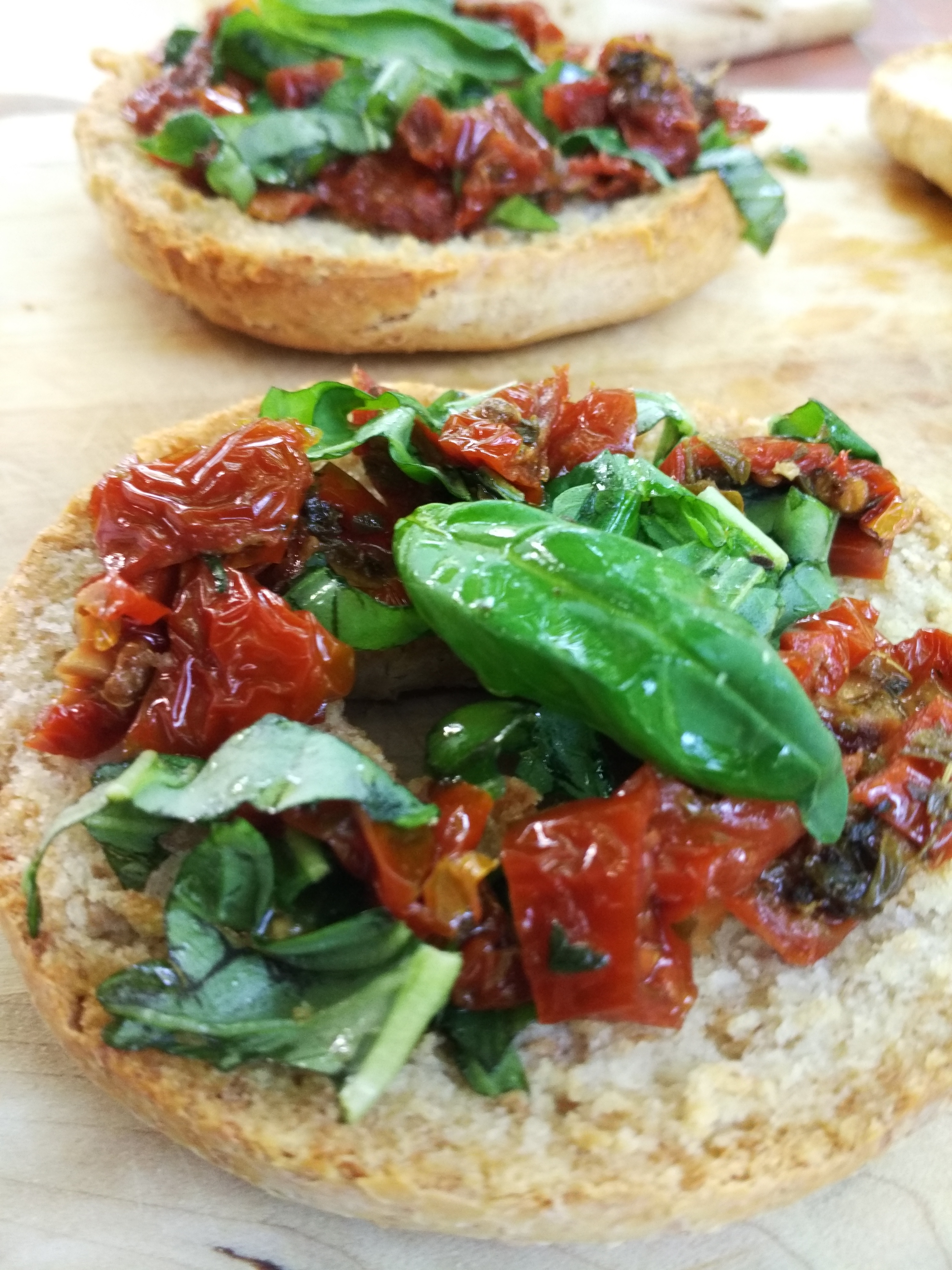
Bruschetta.
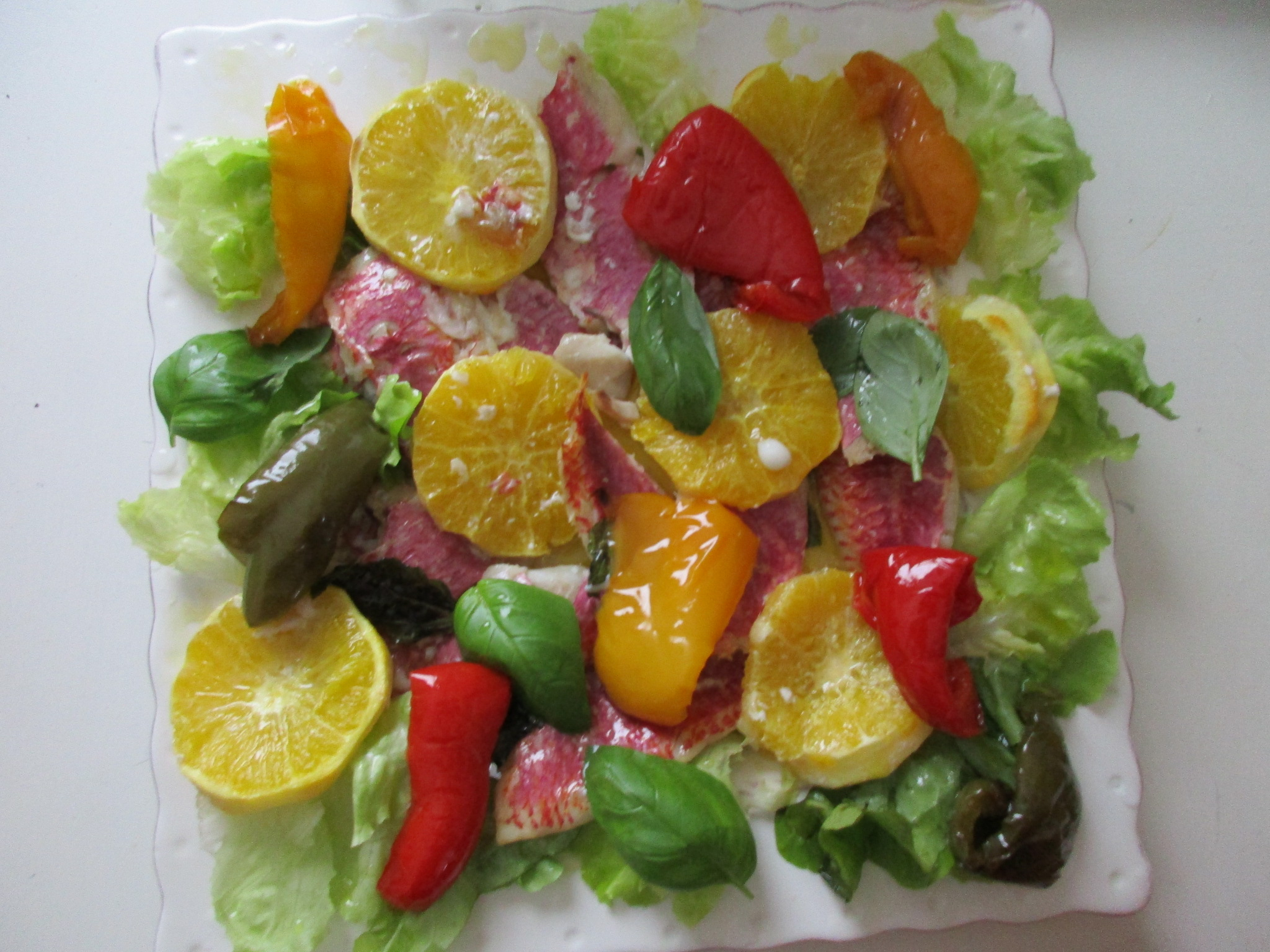
Rouget à l'orange, poivrons grillés et basilic.
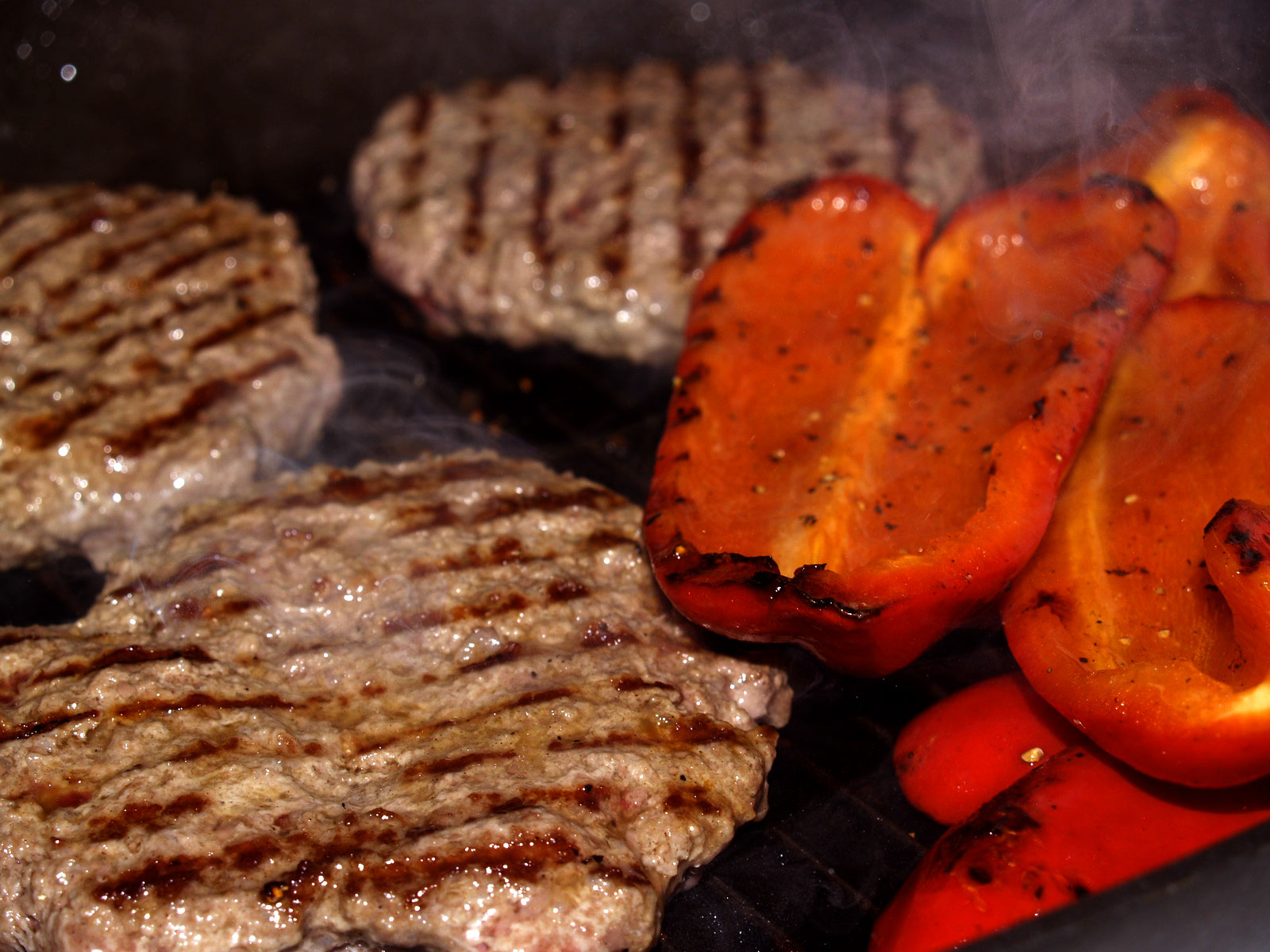
Au barbecue.
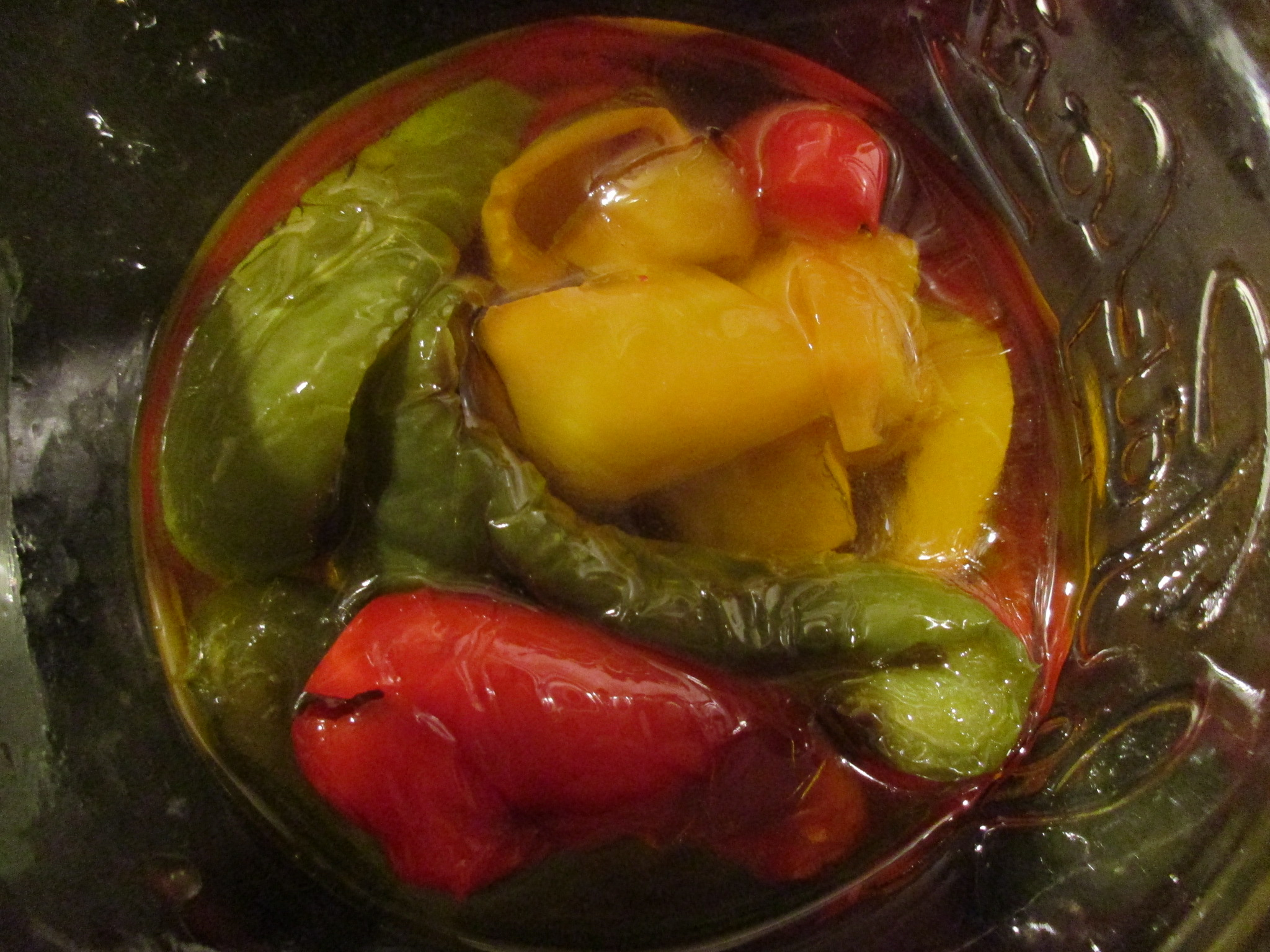
Marinés à l'huile d'olive.
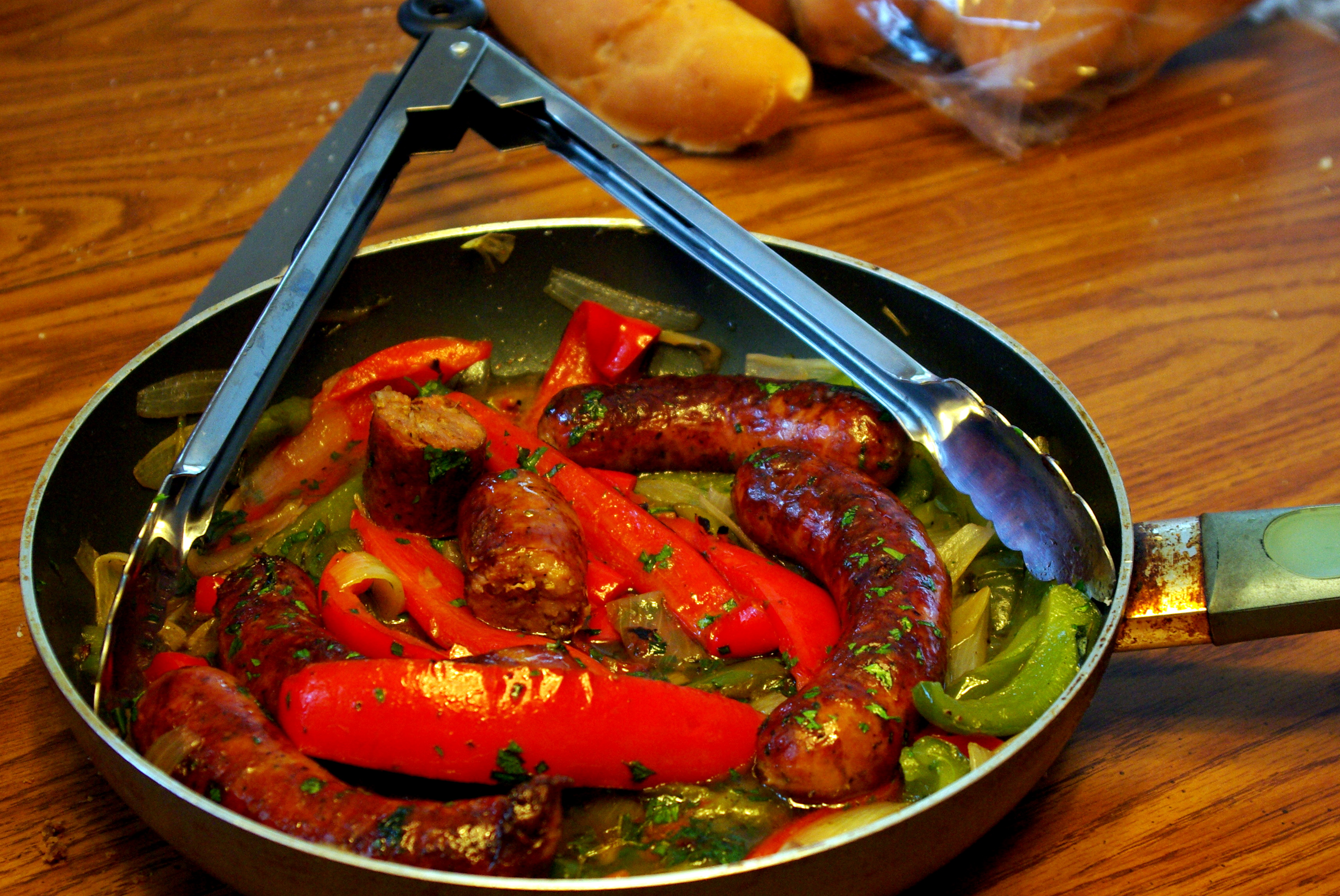
Poivrons grillés et saucisse.
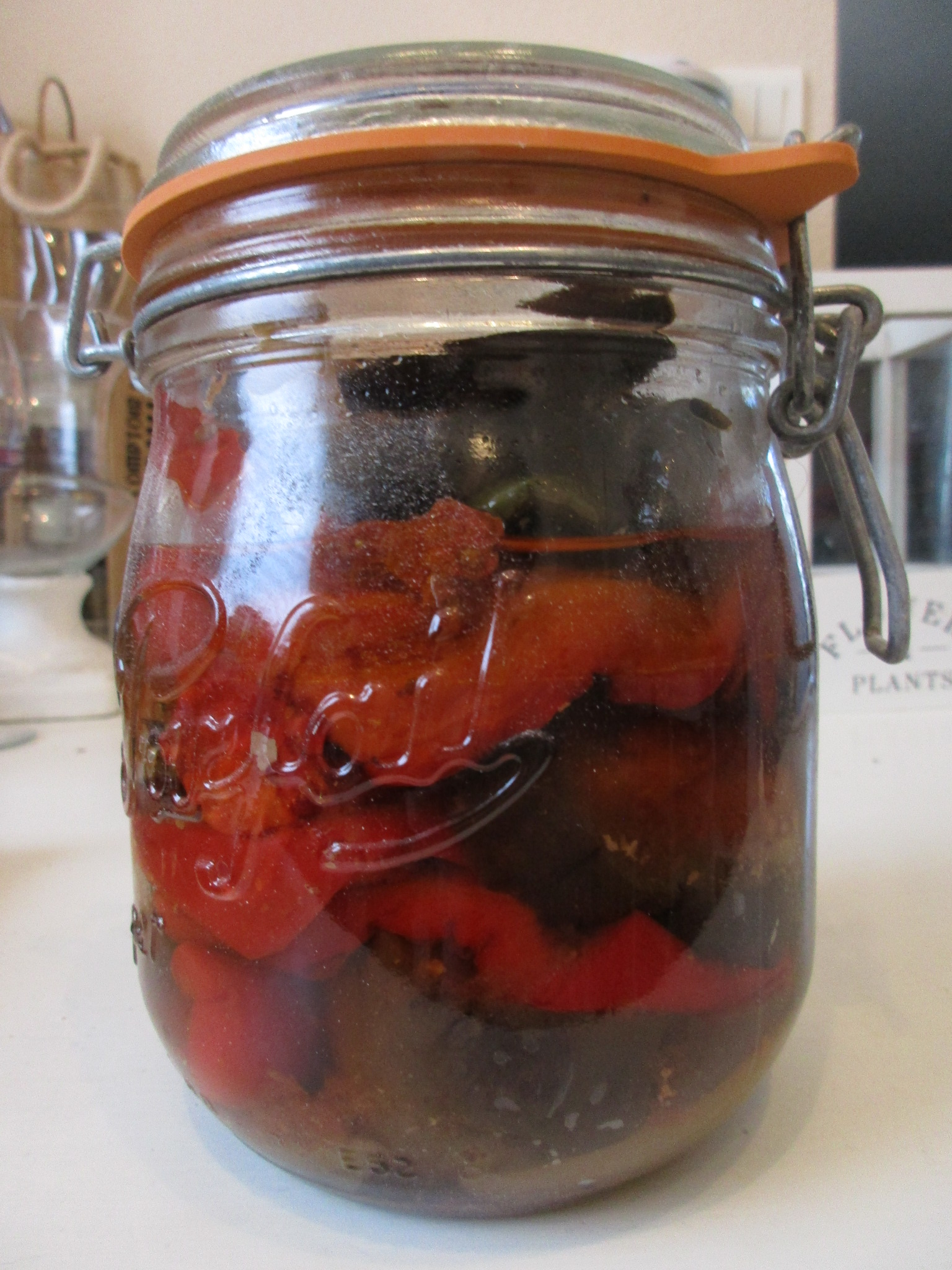
Conserve en bocaux.